# Los Órganos, Guanajuato
Los Órganos är en ort i Mexiko.   Den ligger i kommunen San Miguel de Allende och delstaten Guanajuato, i den centrala delen av landet, 230 km nordväst om huvudstaden Mexico City. Los Órganos ligger 2 096 meter över havet och antalet invånare är 235.
Terrängen runt Los Órganos är platt åt sydost, men åt nordväst är den kuperad. Runt Los Órganos är det ganska tätbefolkat, med 96 invånare per kvadratkilometer. Närmaste större samhälle är San Miguel de Allende, 7,7 km sydväst om Los Órganos. Omgivningarna runt Los Órganos är en mosaik av jordbruksmark och naturlig växtlighet.